# Galagania fragrantissima
Galagania fragrantissima är en flockblommig växtart som beskrevs av Vladimir Ippolitovich Lipsky. Galagania fragrantissima ingår i släktet Galagania och familjen flockblommiga växter. Inga underarter finns listade i Catalogue of Life.